# Balchug
Bálchug (en ruso: Ба́лчуг, también llamada Боло́тный о́стров, Bolotny óstrov o la Isla del pantano) es una pequeña isla fluvial situada en el centro de Moscú, en la Federación de Rusia, situada entre el curso actual río Moscova y el antiguo, justo enfrente del Kremlin de Moscú. El antiguo cauce se convirtió en 1786 en el canal de Vodootvodny. La isla forma parte en su totalidad, administrativamente, de la zona histórica Zamoskvorechye; su territorio está dividido en los distritos municipales de Zamoskvorechye y Yakimanka.